# Akademie der Wissenschaften und der Literatur

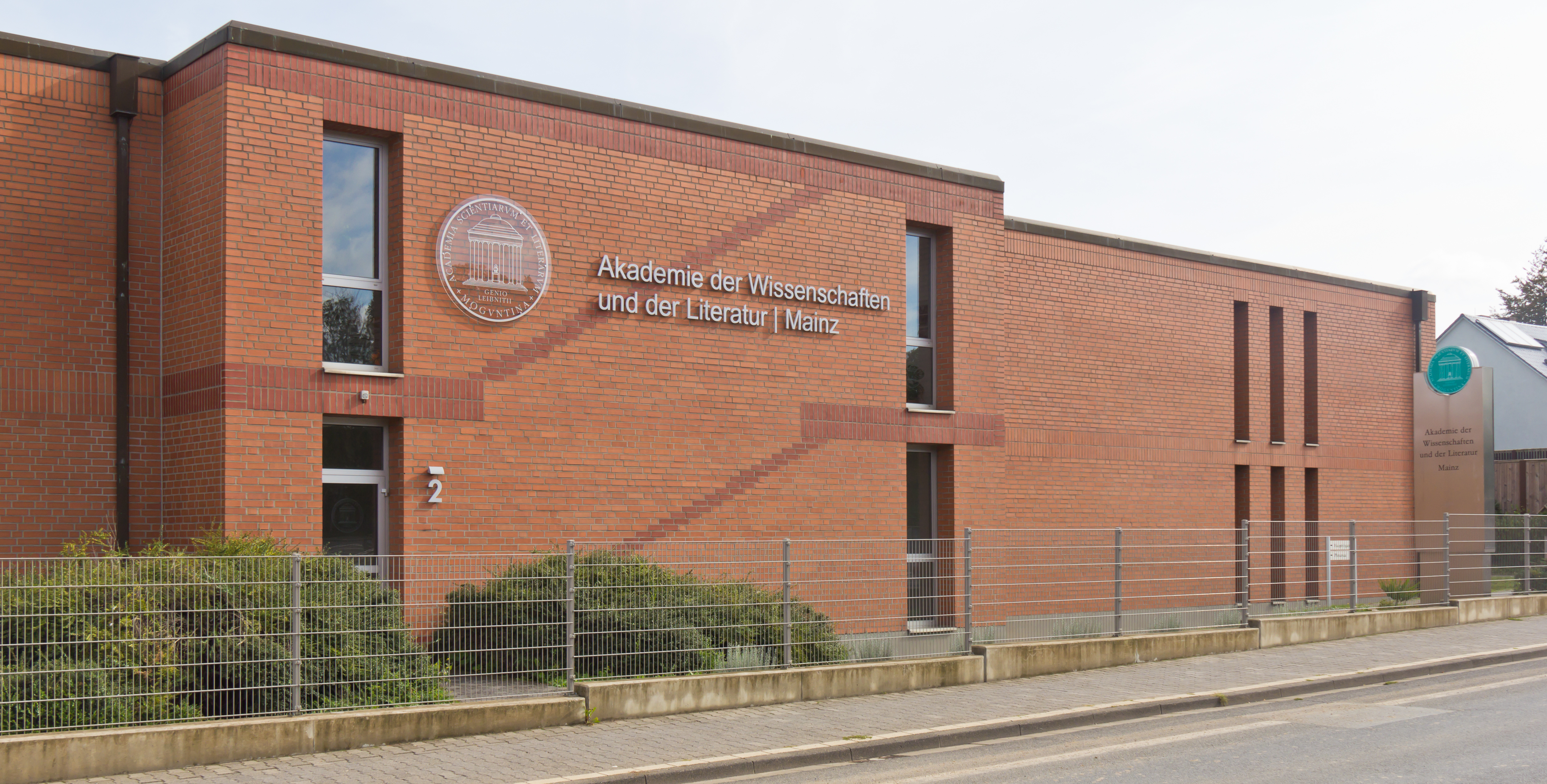

La Academia de Ciencias y Letras de Maguncia (en alemán: Akademie der Wissenschaften und der Literatur Mainz, AdW Mainz) es una institución académica creada en Maguncia, Alemania, en 1949.

## Historia
La Academia de Ciencias y Letras de Maguncia se creó en 1949 a iniciativa de Alfred Döblin. La Academia está formada por personalidades de la ciencia, la literatura y la música. Sus principales objetivos son el impulso a la ciencia y al conocimiento, así como el reconocimiento de la importancia de las humanidades y la literatura; preservando la ciencia y las letras promueve la cultura. La institución se divide en tres secciones: matemáticas y ciencias naturales, humanidades, ciencias sociales y literatura y música. Cada sección tiene hasta 50 miembros de pleno derecho y 50 miembros correspondientes. 
La Academia promueve activamente el discurso interdisciplinar, facilitando los proyectos de investigación y organizando una variedad de eventos públicos. Miembros notables de la institución han sido Niels Bohr, Otto Hahn, Konrad Lorenz, Halldór Laxness, Heinrich Böll y Jean-Marie Lehn.